# Kurt Zweigert
Kurt Zweigert (* 18. August 1886 in Guben; † 26. Februar 1967 in Berlin) war ein deutscher Jurist. Er war 1951 Richter am Bundesgerichtshof, von 1951 bis 1952 beim Ersten Senat des Bundesverfassungsgerichts und ab 1952 als Präsident am Oberverwaltungsgericht Berlin.

## Leben
Zweigert wurde 1886 als Sohn des späteren Essener Bürgermeisters Erich Zweigert in Guben geboren. Sein Bruder Erich Zweigert war später Staatsminister im Reichsinnenministerium. Kurt Zweigert besuchte bis 1906 die humanistische Thomasschule zu Leipzig. Danach studierte er Rechtswissenschaften an den Universitäten in Freiburg, Leipzig und Göttingen. Er wurde zum Dr. jur. promoviert und sein Examen legte er 1913 in Celle ab. Von 1914 bis 1916 arbeitete er für einen Rechtsanwalt am Reichsgericht in Leipzig. Von 1916 bis 1918 war er Bezirksrichter in Polen. 1919 kam er an das Reichsschiedsgericht für Kriegswirtschaft Berlin und 1920 an das Reichswirtschaftsgericht, zuletzt als Senatspräsident. 1942 wurde er von den Nationalsozialisten in den Ruhestand versetzt. Bis Kriegsende 1945 arbeitete er als Rechtsanwalt in Berlin.
1946 erfolgte seine Ernennung zum Verwaltungsgerichtsrat und 1948 seine Berufung zum Vizepräsidenten am Verwaltungsgericht Berlin. 1951 wurde er Senatspräsident am Oberverwaltungsgericht Berlin. Danach war er Richter am Bundesgerichtshof, bis er nach seiner Wahl durch den Bundestag am 13. September 1951 Richter des Bundesverfassungsgerichts wurde. Dort gehörte er dem Ersten Senat an, bis er am 14. Februar 1952 nach seiner Wahl zum Präsidenten des OVG Berlin ausschied. Sein Nachfolger als Bundesverfassungsrichter wurde 1954 Karl Heck.

## Werke (Auswahl)
- Das neue Kartellgesetz, Heymann, Köln 1951.